# بارانکووو
بارانکووو (به لهستانی:  Barankowo) یک روستا در لهستان است که در گمینا کراینکا واقع شده‌است.
 بارانکووو  ۱۰۰ نفر جمعیت دارد.